# Chiesa di San Nicolò (Val di Vizze)
La chiesa di San Nicolò (in tedesco Kirche St. Nikolaus) è la parrocchiale a Caminata (Kematen), frazione di Val di Vizze (Pfitsch) in Alto Adige. Fa parte del decanato di Vipiteno e risale all'inizio del XIX secolo.

## Storia

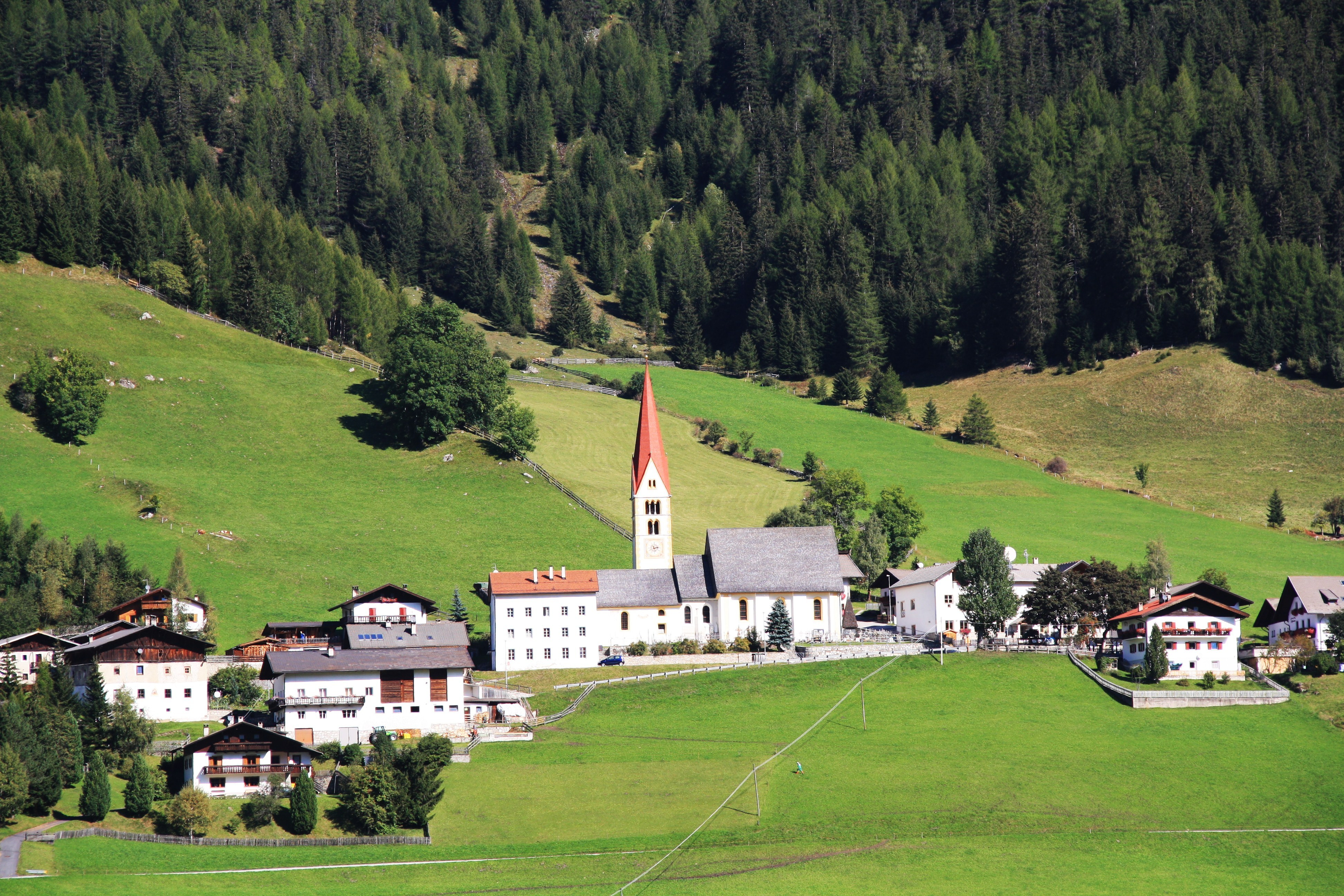
Panorama di Caminata con la chiesa di San Nicolò.

Il primo luogo di culto nella frazione di Caminata fu eretto nel 1468. All'inizio del XIX secolo, tra il 1801 e il 1807, malgrado la popolazione fosse fortemente contraria poiché intendeva conservare la chiesa cinquecentesca precedente, fu edificato sullo stesso sito il nuovo edificio e in tal modo il luogo di culto originario divenne parte della struttura ottocentesca.

## Descrizione

### Esterno
La chiesa è posta nel centro dell'abitato di Caminata e mostra orientamento verso ovest. La facciata a capanna con due spioventi è molto semplice, con un portale ogivale leggermente strombato sormontato in asse da una finestra a semiluna che porta luce alla sala. Si trova vicino al cimitero della comunità e la torre campanaria si alza in posizione arretrata sulla sua destra, a monte. Sulla facciata esterna a sinistra, rivolto al cimitero, si apre un secondo ingresso con una piccola tettoia.

### Interno
La navata interna è unica e prolunga l'originaria navata della chiesa cinquecentesca. Il coro gotico è rimasto e viene utilizzato in senso inverso.
Sull'altare maggiore la pala raffigura San Niccolò ed è opera di Anton Siess. Gli affreschi sulle pareti sono attribuiti al viennese Franz Altmutter.